# Parasitalces sexnotata
Parasitalces sexnotata är en insektsart som beskrevs av Bruner, L. 1911. Parasitalces sexnotata ingår i släktet Parasitalces och familjen gräshoppor. Inga underarter finns listade i Catalogue of Life.